# Bass Masters 2000
Bass Masters 2000 és un videojoc de pesca de peixos llançat per la Nintendo 64 el 1999. La crítica va elogiar els controls, comportament real dels peixos, excel·lents gràfics i so.

## Modes de joc
Exhibition: l'únic mode on hi ha disponibles totes les opcions de personalització. L'objectiu és aconseguir un determinat nombre de peixos i la suma del seu pes per igualar o superar el pes que s'esmenta al començament del joc.
Tournament: hi ha 6 tornejos al qual s'ha de competir i cada torneig té una durada de 3 dies. La pesca dura fins que finalitzi el dia, quan es compti el pes total dels peixos capturats i depenent de com s'hagi aconseguit el rang equivalent. Si al final de l'últim torneig aconseguireu classificar-se com a 5è o millor, els nous equips o embarcacions es desbloquejaran.
Speed Fishing: en aquest mode hi ha un límit de temps de 3 minuts i heu de capturar a mesura que hi hagi més peixos esmentats a la vista general. El temps s'estén en un o més segons depenent de la quantitat que pesi el peix i l'objectiu és pescar tot el temps possible.
Casting Game: s'ha de llançar la línia en determinats punts del llac que especifiquen els cercles de colors, dins del límit de temps. Per a cada objectiu que aconsegueixi colpejar, rebreu punts i si la puntuació obtinguda és prou alta, obtindreu temps addicional i els patrons en què apareixen els objectius canvien.

## Característiques
- Àmplia varietat d'equips
- Vistes de diverses càmeres
- Disposa de llacs reals
- 4 nivells d'habilitat
- Assessorament ofert per Shaw Grigsby